# جيمس تولي (سياسي أسترالي)
جيمس تولي هو مدرس وفلاح وسياسي أسترالي، ولد في 1877 في جرافتون في أستراليا، وتوفي في 15 أكتوبر 1962 في Hurstville, New South Wales ‏ في أستراليا. نشط حزبياً في حزب العمال الأسترالي. وقد انتخب عضو مجلس النواب الأسترالي ‏ عن دائرة Division of Barton ‏ (17 نوفمبر 1928 – 19 ديسمبر 1931).